# Степанченко Сергій Юрійович
Сергій Юрійович Степанченко (рос. Сергей Юрьевич Степанченко; 18 червня 1959, Татарськ, Новосибірська область, Російська РФСР) — радянський і російський актор театру і кіно, народний артист Російської Федерації (2005).
Закінчив Далекосхідну державну академію мистецтв (1982).

## Вибрана фільмографія
- «Лермонтов» (1986)
- «За прекрасних дам!» (1989)
- «Божевільні» (1991)
- «Я сама» (1993)
- «Лінія життя» (1996)
- «Контракт зі смертю» (1998)
- «Стомлені сонцем 2: Цитадель» (2011)
- «Олімпійське селище» (2012)